# Linha do tempo do Governo Deodoro da Fonseca
Esta é a linha do tempo do governo de Deodoro da Fonseca.
O Governo durou um total de 2 anos e 8 dias.

## 1889
| Dia | Data             | Ato do governo ou acontecimento relacionado | Ref.          |
| --- | ---------------- | --- | ------------- |
| 0   | 15 de novembro   | Proclamação da República no Brasil. Criação do Governo Provisório Republicano, com o Marechal Deodoro da Fonseca se tornando o primeiro Presidente. Através do Decreto nº 1, a República Federativa se torna a forma de governo provisório do Brasil. As Províncias brasileiras são transformadas em Estados federativos. | [ 1 ] [ 2 ]   |
| 1   | 16 de novembro   | O ex-imperador Dom Pedro II é intimado por Deodoro a deixar o Brasil com toda a família imperial brasileira. Para este propósito, foi decretada a Lei do Banimento. | [ 3 ] [ 4 ]   |
| 2   | 17 de novembro   | Dom Pedro II e toda a família imperial brasileira partem para o exílio na Europa. | [ 3 ]         |
| 4   | 19 de novembro   | Através do Decreto nº 4, a nova bandeira nacional, o novo brasão de armas, o hino e o selo nacionais são oficializados. | [ 5 ] [ 6 ]   |
| 5   | 20 de novembro   | A Argentina torna-se o primeiro país a reconhecer a república brasileira recém-implantada. | [ 7 ]         |
| 18  | 3 de dezembro    | Nomeada uma Comissão para o desenvolvimento da Constituição. | [ 8 ] [ 9 ]   |
| 20  | 5 de dezembro    | A Venezuela torna-se o segundo país a reconhecer a república brasileira. | [ 7 ]         |
| 27  | 12 de dezembro   | A Bolívia reconhece a república brasileira. | [ 7 ]         |
| 28  | 13 de dezembro   | O Chile reconhece a república brasileira. | [ 7 ]         |
| 29  | 14 de dezembro   | O Governo decreta uma "grande naturalização": todos os estrangeiros residentes no país seriam naturalizados brasileiros caso não manifestassem, em seis meses, o desejo de manter sua nacionalidade original. | [ 10 ] [ 11 ] |
| 33  | 18 de dezembro   | Após um motim no 2º Regimento de Artilharia Montada, o governo baniu Visconde de Ouro Preto, Carlos Afonso de Assis Figueiredo e Gaspar da Silveira Martins | [ 10 ]        |
| 34  | 19 de dezembro   | O Paraguai reconhece a república brasileira. | [ 7 ]         |
| 36  | [[21 de dezembro | Por meio do decreto, o Congresso Constituinte é convocado para se reunir dia 15 de novembro de 1890. | [ 8 ] [ 12 ]  |
| 38  | 23 de dezembro   | Governo instituiu a censura e criou uma junta de militares encarregados de julgar sumariamente jornalistas que "abusassem do poder no exercício de sua profissão". | [ 10 ] [ 13 ] |
| 42  | 27 de dezembro   | O Peru reconhece a república brasileira. | [ 7 ]         |

## 1890
| Dia | Data           | Ato do governo ou acontecimento relacionado | Ref.          |
| --- | -------------- | --- | ------------- |
| 53  | 7 de janeiro   | É declarada a separação entre Igreja e Estado e a extinção do padroado | [ 10 ] [ 14 ] |
| 61  | 15 de janeiro  | Deodoro é aclamado, pelas tropas, "Generalíssimo de Terra e Mar". | [ 10 ] [ 15 ] |
| 63  | 17 de janeiro  | Ruy Barbosa, Ministro da Fazenda inicia uma reforma econômica que resultaria na Crise do Encilhamento. | [ 10 ] [ 16 ] |
| 70  | 24 de janeiro  | É instituído o casamento civil. | [ 17 ]        |
| 73  | 27 de janeiro  | México reconhece a república brasileira. | [ 7 ]         |
| 75  | 29 de janeiro  | Equador e Estados Unidos reconhecem a república brasileira. | [ 7 ]         |
| 191 | 25 de maio     | Por decreto, todos os Ministros civis recebem a patente de General-de-Brigada. | [ 10 ]        |
| 196 | 30 de maio     | A futura Constituição é entregue ao Governo. | [ 8 ]         |
| 217 | 20 de junho    | França reconhece a república brasileira. | [ 7 ]         |
| 219 | 22 de junho    | O projeto da futura Constituição é aprovado pelo Governo. | [ 8 ]         |
| 304 | 15 de setembro | São realizadas eleições em todos os Estados para o Congresso Constituinte. | [ 8 ] [ 12 ]  |
| 330 | 11 de outubro  | É promulgado o Código Penal dos Estados Unidos do Brasil. | [ 10 ] [ 18 ] |
| 365 | 15 de novembro | O Congresso Nacional Constituinte se instala no Paço da Boa Vista, Rio de Janeiro. O primeiro ato foi reconhecer os poderes do Governo Provisório, que foram então prorrogados até a promulgação da nova Constituição. | [ 8 ]         |
| 379 | 29 de novembro | Alemanha reconhece a república brasileira. | [ 7 ]         |

## 1891
| Dia | Data            | Ato do governo ou acontecimento relacionado | Ref.                 |
| --- | --------------- | --- | -------------------- |
| 428 | 17 de janeiro   | Ocorre a última reunião ministral do Governo Provisório. | [ 10 ]               |
| 466 | 24 de fevereiro | Promulgada a Constituição brasileira de 1891. | [ 19 ] [ 8 ]         |
| 467 | 25 de fevereiro | Realizadas a Eleição presidencial no Brasil em 1891, primeira Eleição do país, onde foram indiretamente eleitos Deodoro da Fonseca como Presidente e Floriano Peixoto como Vice-presidente.                                                         | [ 8 ] [ 20 ]         |
| 535 | 4 de maio       | Após promulgar a nova Constituição, Grã-Bretanha recebe representante diplomático do Brasil. | [ 7 ]                |
| 718 | 3 de novembro   | Com a aprovação de uma lei que permitia o Impeachment, vetada por Fonseca, este assinou um decreto fechando o Congresso Nacional e declarando Estado de sítio, ato que ficou conhecido como Golpe de Três de Novembro.                              | [ 21 ] [ 22 ] [ 23 ] |
| 738 | 23 de novembro  | Ocorre a Revolta da Armada, onde o Almirante Custódio de Melo, abordo do Riachuelo, ameaça bombardear Rio de Janeiro, então Distrito Federal. Fonseca não conseguiu se manter no poder e renunciou ao cargo. Floriano Peixoto assumiu no mesmo dia. | [ 21 ] [ 22 ] [ 24 ] |